# Natação nos Jogos Olímpicos de Verão da Juventude de 2014 - 50 m livres Rapazes
As provas de natação' dos' 50 m livres de rapazes nos Jogos Olímpicos de Verão da Juventude de 2014 decorreram a 19 e 20 de Agosto de 2014 no natatório do Centro Olímpico de Desportos de Nanquim em Nanquim, China. Na final, o Ouro foi ganho pelo chinês Hexin Yu, Matheus Santana do Brasil foi Prata e, de Trinidade e Tobago, Dylan Carter foi Bronze .

## Medalhistas
| Ouro   | CHN Yu Hexin        |
| Prata  | BRA Matheus Santana |
| Bronze | TTO Dylan Carter    |

## Resultados da final
| Pos.              | Linha | Nadador                 | Tempo total | Diferença |
| ----------------- | ----- | ----------------------- | ----------- | --------- |
| Medalha de ouro   | 4     | CHN Yu Hexin            | 22.00       |           |
| Medalha de prata  | 5     | BRA Matheus Santana     | 22.43       | +0.43     |
| Medalha de bronze | 3     | TTO Dylan Carter        | 22.53       | +0.53     |
| 4                 | 8     | ITA Alessandro Bori     | 22.66       | +0.66     |
| 5                 | 6     | POL Jan Krzysztof Holub | 22.70       | +0.70     |
| 6                 | 1     | GBR Miles Munro         | 22.82       | +0.82     |
| 7                 | 7     | GER Damian Wierling     | 22.82       | +0.82     |
| 8                 | 2     | GBR Duncan Scott        | 22.84       | +0.84     |